# Un tocco di morte (Harris)
Un tocco di morte è una raccolta di racconti brevi di Charlaine Harris già presenti in altre antologie. Il libro fa parte del Ciclo di Sookie Stackhouse e appunto hanno come protagonista Sookie. Le storie parlano di aspetti o avventure che non vengono narrate nei romanzi principali ma ne sono strettamente collegate.

## Storie
- "Fairy Dust" (Polvere di fata) da Powers of Detection (Ottobre 2004)[1]
- "One Word Answer" (Risposta lapidaria) da Bite (2005),[2]
- "Dracula Night" (Buon compleanno Dracula) da Many Bloody Returns (Settembre 2007)[3]
- "Lucky" (Fortuna) da Unusual Suspects (Dicembre 2008)[4]
- "Gift Wrap" (Carta da regalo) da Wolfsbane and Mistletoe (Ottobre 2008)[5]

Ordine di lettura:
- Fairy Dust: dopo il quarto libro, Morto per il mondo.
- Dracula Night: tra il quarto e il quinto libro, Morto per il mondo e Morto stecchito.
- One Word Answer: dopo il quinto libro, Morto stecchito.
- Lucky: dopo il settimo libro, Morti tutti insieme.
- Gift Wrap: dopo il nono libro, Morto e spacciato.

### Faity Dust (Polvere di fata)
Claudine, la fata madrina di Sookie, le chiede di leggere le menti di alcuni ospiti umani di Claude, suo fratello, che è anch'esso un essere fatato. A casa di Claudine e Claude, Sookie trova tre persone legate. Tutte le persone coinvolte (ad eccezione di Claudine) frequentano l'Hooligans, un locale di spogliarellisti. Claude dice a Sookie di credere che una di queste persone abbia ucciso Claudette, la terza gemella, mentre stava lavorando al club quella notte. Claude spiega che Claudette ha contattato i suoi fratelli in forma di spirito per avvisarli della sua morte. Usando la sua telepatia Sookie interroga ogni sospetto per scoprire il colpevole.

### Dracula Night (Buon Compleanno Dracula)
Eric organizza al Fangtasia la festa di compleanno per il leggendario Conte Dracula. La leggenda vampiresca vuole che il Conte in persona si manifesti alla miglior festa di tutto il mondo organizzata in suo onore. Eric non sta più nella pelle perché è convinto che il Conte arriverà alla sua festa, proprio come Peanuts vuole incontrare Il Grande Cocomero. Ma il festeggiato può essere anche qualcuno che non si aspettava!

### One Word Answer (Risposta lapidaria)
Un misterioso Mr. Cataliades (un semi-demone) arriva in una limousine, guidata da un orribile autista, e porta a Sookie la notizia che sua cugina Hadley è morta. La ribelle Hadley non era rimasta in contatto con la famiglia, quindi Sookie non sa che la cugina era diventata da diversi anni una vampira e che era l'amante della Regina dei Vampiri della Louisiana, Sophie-Anne. Sembra che Waldo, ex lacchè della regina, geloso di Hadley l'abbia attirata in un cimitero e l'abbia uccisa. Waldo è stato catturato e tocca a Sookie scegliere la punizione. La risposta di Sookie sorprende Mr. Cataliades e il misterioso passeggero della limousine.

### Lucky (Fortuna)
L'agente assicurativo Greg Aubert chiede a Sookie e alla sua amica Amelia, nuova coinquilina di Sookie e strega, di indagare su un'irruzione nel suo ufficio. Aubert si preoccupa che qualcuno abbia scoperto che lui usa incantesimi per proteggere la sua proprietà e i suoi clienti. Sookie e Amelia scoprono che chi ha fatto irruzione è in realtà la figlia di Aubert e il suo fidanzato, un vampiro appena trasformato. Tuttavia, Sookie scopre che altri due agenti assicurativi hanno avuto intrusi in ufficio e che la loro fortuna sia sparita. Sembra che Aubert abbia si sia appropriato di troppa fortuna in tutta la città.

### Gift Wrap (Carta da regalo)
Sookie si ritrova sola il giorno della vigilia di Natale, i suoi amici e Jason hanno ciascuno i propri piani, e lei non vuole chiedere un invito. Sente un rumore nel bosco e va ad investigare. Lì trova un uomo di nome Preston, nudo e sanguinante; lo porta a casa per curarlo e nasconderlo da chi lo sta cercando. Il lupo mannaro gli solleva il morale con un bel dono. Preston le dice: «Fai finta di avermi trovato impacchettato sotto l'albero». Il giorno di Natale, Sookie scopre che era il regalo del suo bisnonno Niall, che aveva costruito la storia adattandola alle preferenze di Sookie.